# 이학주 (야구 선수)
이학주(李學周, 1990년 11월 4일 ~ )는 전 KBO 리그 롯데 자이언츠의 내야수이다.

## 미국 프로야구 시절

### 시카고 컵스시절
2008년에 115만 달러의 계약금을 받고 입단했으며, 2011년에 탬파베이 레이스에 트레이드됐다.

### 탬파베이 레이스시절
2012년 시즌 후 MLB 40인 로스터에 포함됐고, 트리플A로 승격됐다. 그러나 2013년 4월 20일에 열린 노퍽 타이즈와의 트리플A 경기 4회초에 선행 주자 트래비스 이시카와와 충돌했고, 무릎 십자인대 파열로 시즌을 마감했다.
무릎 십자인대 파열로 병역은 면제되었으나, 이 부상은 KBO 리그를 포함하여 선수 경력 내내 그의 발목을 잡게 된다.

### 샌프란시스코 자이언츠시절
탬파베이 레이스에서 방출된 후 2016년 샌프란시스코 자이언츠와 마이너 계약을 했다.
시범경기 13경기에서 타율 0.286, 3타점을 기록했으나 메이저리그로는 더 이상 승격되지 못했고, 결국 2016년 6월 2일 옵트아웃을 선언하며 샌프란시스코 자이언츠에서 방출됐다.
샌프란시스코에서 방출된 후, 더 이상 미국에서 뛸 팀을 찾지 못하며 대한민국으로 귀국했다.

## 일본 독립야구 시절
귀국 후 KBO 리그 유예 기간이 시작되어 곧바로 복귀할 수 없었던 그는 2017년 3월 2일 도쿠시마 인디고삭스에 입단하였다.

## 한국 프로야구 시절

### 삼성 라이온즈시절
2019년 삼성 라이온즈의 2차 1순위 지명을 받아 입단하였다.

### 롯데 자이언츠시절
2022년 1월 24일 당시 롯데 자이언츠 소속 투수 최하늘과 2023년 KBO 리그 신인 드래프트 3라운드 지명권을 포함한 1:1 트레이드를 통해 이적하였다.
그러나 롯데 자이언츠에서 좋은 모습을 보여 주지 못했고, 2024년 시즌 후 롯데 자이언츠에서 방출됐다.

## 여담
- 그의 응원가는 삼성 라이온즈의 김상헌 응원단장과 허니크루가 만든 것으로 단순한 가사와 특이한 율동, 중독성 있는 멜로디로 인해 사람들에게 컬트적인 인기를 끌어 '수능 금지곡', '무한학주교의 음악'이라고 불렸다.[7]김상헌 응원단장은 인터뷰를 통해 단순히 멜로디를 흥얼거리다가 꽂혀서 응원가를 만들었다고 밝혔다.[8] 그는 2019년 KBO 올스타전에 참가해 응원단장의 옷을 빌려입고 직접 응원 동작을 따라하는 퍼포먼스를 보여주며 사람들에게 큰 인기를 끌었다.[9]
- 2017년 5월에 음주운전으로 적발된 사실이 뒤늦게 드러나 논란이 일었다.[10]
- 2021년 시즌 후반기에는 삼성 선수단 내규를 위반했다는 이유로, 2군 통보를 받았다.[11] 이 사건 이후 허삼영 감독과 불화가 생겼고, 플레이오프 엔트리에도 들지 못하며 결국 2021 시즌 후 롯데 자이언츠로 트레이드되는 원인이 되었다.

## 응원가
- 삼성 라이온즈 시절

이학주 워어어어~ 워어어어 삼성의 이학주(X6)
- 롯데 자이언츠 시절

오오 롯데 이학주 오오 롯데 이학주 오오오~오오오~ 오오오~ 오오 롯데 이학주 오오 롯데 이학주 오오오~ 오오오오~ ×2

## 출신 학교
- 하안북초등학교
- 양천중학교
- 충암고등학교

## 통산 기록
| 연도 | 팀명  | 타율  | 경기 | 타수 | 득점 | 안타 | 2루타 | 3루타 | 홈런 | 루타 | 타점 | 도루 | 도실 | 볼넷 | 사구 | 삼진 | 병살 | 실책 |
| ---- | ----- | ----- | ---- | ---- | ---- | ---- | ----- | ----- | ---- | ---- | ---- | ---- | ---- | ---- | ---- | ---- | ---- | ---- |
| 2019 | 삼성  | 0.262 | 118  | 385  | 43   | 101  | 14    | 3     | 7    | 142  | 36   | 15   | 5    | 32   | 10   | 89   | 3    | 19   |
| 2020 | 삼성  | 0.228 | 64   | 206  | 30   | 47   | 11    | 0     | 4    | 70   | 28   | 6    | 2    | 26   | 2    | 58   | 3    | 4    |
| 2021 | 삼성  | 0.206 | 66   | 155  | 17   | 32   | 8     | 0     | 4    | 52   | 20   | 2    | 2    | 14   | 1    | 61   | 3    | 11   |
| 2022 | 롯데  | 0.207 | 91   | 232  | 29   | 48   | 11    | 1     | 3    | 70   | 15   | 2    | 4    | 16   | 2    | 54   | 3    | 12   |
| 2023 | 롯데  | 0.209 | 104  | 110  | 22   | 23   | 2     | 0     | 3    | 34   | 13   | 4    | 1    | 11   | 1    | 31   | 2    | 9    |
| 2024 | 롯데  | 0.263 | 43   | 95   | 13   | 25   | 2     | 2     | 2    | 37   | 4    | 0    | 1    | 6    | 2    | 44   | 0    | 2    |
| 통산 | 6시즌 | 0.233 | 486  | 1183 | 154  | 276  | 48    | 6     | 23   | 405  | 116  | 29   | 15   | 105  | 18   | 337  | 14   | 57   |